# Grand Prix Rakouska 1977
Grand Prix Rakouska 1977 (oficiálně XV Gröbl Möbel Großer Preis von Österreich) se jela na okruhu Österreichring ve Spielbergu v Rakousku dne 14. srpna 1977. Závod byl dvanáctým v pořadí v sezóně 1977 šampionátu Formule 1.

## Závod
| Poř.   | No. | Jezdec             | Konstruktér        | Počet kol | Čas/Odstoupení | Pořadí na startu | Body |
| ------ | --- | ------------------ | ------------------ | --------- | -------------- | ---------------- | ---- |
| 1      | 17  | Alan Jones         | Shadow-Ford        | 54        | 1:37:16.49     | 14               | 9    |
| 2      | 11  | Niki Lauda         | Ferrari            | 54        | + 20.13        | 1                | 6    |
| 3      | 8   | Hans-Joachim Stuck | Brabham-Alfa Romeo | 54        | + 34.5         | 4                | 4    |
| 4      | 12  | Carlos Reutemann   | Ferrari            | 54        | + 34.75        | 5                | 3    |
| 5      | 3   | Ronnie Peterson    | Tyrrell-Ford       | 54        | + 1:02.09      | 15               | 2    |
| 6      | 2   | Jochen Mass        | McLaren-Ford       | 53        | + 1 kolo       | 9                | 1    |
| 7      | 24  | Rupert Keegan      | Hesketh-Ford       | 53        | + 1 kolo       | 20               |      |
| 8      | 7   | John Watson        | Brabham-Alfa Romeo | 53        | + 1 kolo       | 12               |      |
| 9      | 27  | Patrick Nève       | March-Ford         | 53        | + 1 kolo       | 22               |      |
| 10     | 30  | Brett Lunger       | McLaren-Ford       | 53        | + 1 kolo       | 17               |      |
| 11     | 28  | Emerson Fittipaldi | Fittipaldi-Ford    | 53        | + 1 kolo       | 23               |      |
| 12     | 33  | Hans Binder        | Penske-Ford        | 53        | + 1 kolo       | 19               |      |
| 13     | 4   | Patrick Depailler  | Tyrrell-Ford       | 53        | + 1 kolo       | 10               |      |
| 14     | 34  | Jean-Pierre Jarier | Penske-Ford        | 52        | + 2 kola       | 18               |      |
| 15     | 19  | Vittorio Brambilla | Surtees-Ford       | 52        | + 2 kola       | 13               |      |
| 16     | 18  | Vern Schuppan      | Surtees-Ford       | 52        | + 2 kola       | 25               |      |
| 17     | 36  | Emilio de Villota  | McLaren-Ford       | 50        | Nehoda         | 26               |      |
| Ret    | 20  | Jody Scheckter     | Wolf-Ford          | 45        | Smyk           | 8                |      |
| Ret    | 1   | James Hunt         | McLaren-Ford       | 43        | Motor          | 2                |      |
| Ret    | 23  | Patrick Tambay     | Ensign-Ford        | 41        | Motor          | 7                |      |
| Ret    | 6   | Gunnar Nilsson     | Lotus-Ford         | 38        | Motor          | 16               |      |
| Ret    | 16  | Arturo Merzario    | Shadow-Ford        | 29        | Převodovka     | 21               |      |
| Ret    | 26  | Jacques Laffite    | Ligier-Matra       | 21        | Únik oleje     | 6                |      |
| Ret    | 5   | Mario Andretti     | Lotus-Ford         | 11        | Motor          | 3                |      |
| Ret    | 10  | Ian Scheckter      | March-Ford         | 2         | Nehoda         | 24               |      |
| Ret    | 22  | Clay Regazzoni     | Ensign-Ford        | 0         | Nehoda         | 11               |      |
| DNQ    | 38  | Brian Henton       | March-Ford         |           |                |                  |      |
| DNQ    | 39  | Ian Ashley         | Hesketh-Ford       |           |                |                  |      |
| DNQ    | 25  | Héctor Rebaque     | Hesketh-Ford       |           |                |                  |      |
| DNQ    | 9   | Alex Ribeiro       | March-Ford         |           |                |                  |      |
| Zdroj: |     |                    |                    |           |                |                  |      |

## Průběžné pořadí po závodě
Pohár jezdců
| Pořadí | Jezdec           | Body |
| ------ | ---------------- | ---- |
| 1      | Niki Lauda       | 54   |
| 2      | Jody Scheckter   | 38   |
| 3      | Carlos Reutemann | 34   |
| 4      | Mario Andretti   | 32   |
| 5      | James Hunt       | 22   |
| Zdroj: |                  |      |

Pohár konstruktérů
| Pořadí | Konstruktér        | Body    |
| ------ | ------------------ | ------- |
| 1      | Ferrari            | 71 (73) |
| 2      | Lotus-Ford         | 47      |
| 3      | Wolf-Ford          | 38      |
| 4      | McLaren-Ford       | 35      |
| 5      | Brabham-Alfa Romeo | 27      |
| Zdroj: |                    |         |